# 让·勒内·康斯特·盖伊
让·勒内·康斯特·盖伊（法語：Jean René Constant Quoy，1790年11月10日—1869年7月4日）是一名法国船医、动物学家和解剖学家。

## 生平
1790年11月10日，盖伊出生于法国西海岸的小城马耶（今属卢瓦尔河地区大区旺代省丰特奈勒孔特区）。1806年，盖伊进入罗什福尔的罗什福尔海军医学院学习医学，1808年至1809年在安的列斯群岛担任辅助外科医生。1814年在蒙彼利埃获得医学博士学位。1814年至1815年在前往留尼汪途中担任外科医生。
1817年至1820年，盖伊与约瑟夫·保罗·盖马尔在路易·弗雷西内的乌拉尼亚号（Uranie）上担任博物学家和外科医生。1823年7月，盖伊和盖马尔向巴黎皇家科学院提交了一篇关于珊瑚礁起源的论文，根据造礁的珊瑚虫只能生存于几十米的水深，而对当时珊瑚礁由深水珊瑚虫建造的普遍观点提出质疑，提出珊瑚礁原本存在于浅海中。查尔斯·达尔文在其有关珊瑚礁和环礁起源的开创性专着中曾引用盖伊和盖马尔的成果。1826年至1829年，盖伊和盖马尔在儒勒·迪蒙·迪維爾的星盘号（La Coquille）上担任博物学家和外科医生。期间，两人收集并描述了汤加的细鳞塔奇石龙子（Tachygia microlepis），这种巨型石龙子现已灭绝。
1824年，他被任命为罗什福尔海军医学院的解剖学教授，1832年至1835年担任医学教授。1835年至1837年在土伦海军医院任职，1838年至1848年在布雷斯特海军医院任职。1848年到1858年，任海军医学和外科局局长。